# William Fox (Schauspieler)
William Hubert Fox (* 26. Januar 1911 in Manila; † 30. September 2008 in London) war ein britischer Schauspieler und Autor.

## Leben
Fox wurde in Manila als Sohn eines erfolgreichen Kaufmanns geboren und ist als Kind viel gereist. 1930 beendete er die Schauspielschule und erhielt eine Rolle in der Komödie The Bread-Winner von William Somerset Maugham. Anschließend gründete er eine eigene Schauspielgruppe, mit der er den Thriller Rope von Patrick Hamilton inszenierte. Fox trat auch in zahlreichen Hörspielen auf und schrieb unter einem Pseudonym selbst Hörspiele. Daneben wirkte er zwischen 1939 und 1990 an über 100 Film- und Fernsehproduktionen als Schauspieler mit.
1932 heiratete er die sieben Jahre ältere Schauspielerin Carol Rees, mit der er eine Tochter hatte; 1937 wurde die Ehe geschieden. Von 1938 bis zu ihrem Tod 2001 war Fox mit der Schauspielerin Patricia Hilliard verheiratet, mit der er zwei Kinder bekam.

## Filmografie (Auswahl)
- 1951: Das Glück kam über Nacht (The Lavender Hill Mob)
- 1961: Der unheimliche Komplize (The Secret Partner)
- 1963: Richard Löwenherz (Richard the Lionheart, Fernsehserie, 1 Folge)
- 1967: Mit Schirm, Charme und Melone (The Avengers, Fernsehserie, 1 Folge)
- 1969: Coronation Street (Fernsehserie, 2 Folgen)
- 1970: Callan (Fernsehserie, 1 Folge)
- 1974: Die Uhr läuft ab (Ransom)
- 1980: Barbara’s Baby – Omen III (Omen III: The Final Conflict)
- 1981: Yes Minister (Fernsehserie, 1 Folge)
- 1986: Yes, Prime Minister (Fernsehserie, 1 Folge)
- 1988: Der Doktor und das liebe Vieh (All Creatures Great and Small, Fernsehserie, 1 Folge)